# Marta Andreasen
Marta Andreasen (født 26. november 1954) er siden 2009 britisk medlem af Europa-Parlamentet, valgt for UK Independence Party (indgår i parlamentsgruppen Europa for frihed og demokrati).
Marta Andreasen blev i 2003 tildelt Frode Jakobsen prisen af JuniBevægelsen efter at hun forinden var afskediget som regnskabschef i EU-Kommissionen, fordi hun fremsatte begrundet kritik af EU's regnskabsmæssige procedurer, som hun påviste var åbne for økonomisk svindel og misbrug.